# Cerma nana
Cerma nana är en fjärilsart som beskrevs av Barnes och Mcdunnough 1911. Cerma nana ingår i släktet Cerma och familjen nattflyn. Inga underarter finns listade i Catalogue of Life.